# Dinteville
Dinteville är en kommun i departementet Haute-Marne i regionen Grand Est (tidigare regionen Champagne-Ardenne) i nordöstra Frankrike. Kommunen ligger i kantonen Châteauvillain som tillhör arrondissementet Chaumont. År 2022 hade Dinteville 66 invånare.

## Befolkningsutveckling
Antalet invånare i kommunen Dinteville
| Referens: INSEE |